# Langues alakalufanes
Les langues alakalufanes, aussi appelées langues kawesqaranes sont une petite famille de langues amérindiennes d'Amérique du Sud, parlée, au Chili en Terre de Feu par les Alakalufs.

## Classification
Les langues sont au nombre de deux:
- Le kawésqar.
- Le kakauhua (en), langue éteinte